# Budynek Jednostki Ratowniczo-Gaśniczej nr 2 w Toruniu
Budynek Jednostki Ratowniczo-Gaśniczej nr 2 w Toruniu – siedziba Jednostki Ratowniczo-Gaśniczej nr 2 Państwowej Straży Pożarnej w Toruniu, znajdująca się przy ul. Paderewskiego 4.
Budynek powstał w latach 1905–1907 z przeznaczeniem dla Ochotniczej Straży Pożarnej dla Podgórza. W latach 1934–1935 rozbudowano budynek. W 1975 roku w budynku utworzono oddział Zawodowej Straży Pożarnej, podległy Komendzie Rejonowej Straży Pożarnej w Toruniu, zaś w 1992 roku został on przekształcony w Jednostkę Ratowniczo–Gaśniczą nr 2, wchodzącą w skład także Komendy Miejskiej PSP w Toruniu.
Obiekt wpisany jest do gminnej ewidencji zabytków (nr 2300).